# Petite Bosse
La Petite Bosse (4.547 m s.l.m.) è una montagna del Massiccio del Monte Bianco, a nord-ovest della sua vetta.
È inserita nella lista secondaria delle Vette alpine superiori a 4000 metri.

## Caratteristiche
La vetta si eleva dalla cresta delle Bosses, poco prima della cima del Monte Bianco, è circondata dal Ghiacciaio dei Bossons. Si trova lungo la parte terminale delle due vie normali per l'ascesa del Monte Bianco. La Petite Bosse fa parte del gruppo delle Bosses, con l'adiacente Grande Bosse.

## Rifugi
- Rifugio dei Grands Mulets - 3.051 m
- Rifugio del Goûter - 3.817 m
- Capanna Vallot - 4.362 m
- Rifugio Francesco Gonella - 3.077 m